# Moldavië op de Olympische Zomerspelen 2004
Moldavië nam deel aan de Olympische Zomerspelen 2004 in Athene, Griekenland. Het was de derde Moldavische deelname. Tijdens de twee voorgaande edities won het telkens een zilveren en een bronzen medaille maar dit keer werd geen medaille gewonnen.

## Deelnemers en resultaten

### Atletiek
| Olympiër                 | Onderdeel              | Resultaat | Prestatie                             |
| ------------------------ | ---------------------- | --------- | ------------------------------------- |
| Ion Luchianov            | 3000m steeplechase (m) | 20e       | serie 1: 9de in 8.26,17 (NR)          |
| Feodosiy Chumachenko     | 20km snelwandelen (m)  | 34e       | 1:29.06                               |
| Vladimir Letnicov        | hink-stap-springen (m) | 32e       | kwalificatie groep B: 17de met 16,25m |
| Ivan Emelianov           | kogelstoten (m)        | 25e       | kwalificatie groep A: 12de met 19,25m |
| Vadim Hranovschi         | discuswerpen (m)       | 32e       | kwalificatie groep A: 15de met 55,64m |
| Roman Rozna              | kogelslingeren (m)     | 28e       | kwalificatie groep A: 14de met 71,78m |
| Victor Covalenko         | tienkamp (m)           | 30e       | 6543 punten                           |
|                          |                        |           |                                       |
| Olga Cristea             | 800m (v)               | 36e       | serie 1: 6de in 2.08,97               |
| Natalia Cherches         | 10000m (v)             | 27e       | 34.04,97                              |
| Svetlana Tkach-Shepeleva | marathon (v)           | 61e       | 3:03.29                               |
| Olga Bolsova             | hink-stap-springen (v) | 24e       | kwalificatie groep A: 14de met 13,90m |
| Inna Gliznutsa           | hoogspringen (v)       | 26e       | kwalificatie groep B: 15de met 1,85m  |

### Boksen
| Olympiër         | Onderdeel | Resultaat | Prestatie                                        |
| ---------------- | --------- | --------- | ------------------------------------------------ |
| Igori Samoilenco | -51kg (m) | 17e       | 1ste ronde: V van CUB Gamboa: 33-46              |
| Vitalie Grusac   | -69kg (m) | 9e        | 1ste ronde: vrij 2de ronde: V van KOR Kim: 20-23 |

### Gewichtheffen
| Olympiër         | Onderdeel  | Resultaat | Prestatie                                                      |
| ---------------- | ---------- | --------- | -------------------------------------------------------------- |
| Evgheni Bratan   | -94kg (m)  | 10e       | trekken: 4de met 175kg stoten: 13de met 205kg totaal: 380kg    |
| Vadim Vacarciuc  | -94kg (m)  | DNF       | trekken: geen geldige poging                                   |
| Alexandru Bratan | -105kg (m) | 5e        | trekken: 2de met 192,5kg stoten: 5de met 222,5kg totaal: 415kg |

### Judo
| Olympiër       | Onderdeel | Resultaat | Prestatie |
| -------------- | --------- | --------- | --- |
| Evgheni Bratan | -73kg (m) | 10e       | 1ste ronde: W van VEN Vizcaya: ippon 2de ronde: W van IRI Malekmohammadi: ippon kwartfinale: W van POR Neto: ippon halve finale: V van KOR Lee: ippon bronzen finale: V van BRA Guilheiro: ippon |

### Schietsport
| Olympiër      | Onderdeel             | Resultaat | Prestatie                                   |
| ------------- | --------------------- | --------- | ------------------------------------------- |
| Oleg Moldovan | 10m bewegend doel (m) | 10e       | kwalificatie: 14de met 568 punten (290-278) |

### Wielersport
| Olympiër      | Onderdeel        | Resultaat | Prestatie |
| ------------- | ---------------- | --------- | --------- |
| Ruslan Ivanov | wegwedstrijd (m) | 54e       | 5:50.35   |
| Igor Pugaci   | wegwedstrijd (m) | 66e       | 5:50.35   |

### Worstelen
| Olympiër          | Onderdeel   | Resultaat   | Prestatie                                                |
| Vrije stijl       | Vrije stijl | Vrije stijl | Vrije stijl                                              |
| ----------------- | ----------- | ----------- | -------------------------------------------------------- |
| Ghenadie Tulbea   | -55kg (m)   | 21e         | groep 1: 3de V van CUB Montero: 0-5 V van USA Abas: 1-6  |
| Ruslan Bodisteanu | -66kg (m)   | 19e         | groep 7: 3de V van AZE Asgarov: 3-7 V van USA Kelly: 0-3 |

### Zwemmen
| Olympiër           | Onderdeel           | Resultaat | Prestatie               |
| ------------------ | ------------------- | --------- | ----------------------- |
| Octavian Gutu      | 100m vrije slag (m) | 47e       | serie 2: 1ste in 51,84  |
| Stepan Pinciuc     | 200m vrije slag (m) | 56e       | serie 2: 3de in 1.54,56 |
| Victor Rogut       | 400m vrije slag (m) | 35e       | serie 2: 5de in 4.01,68 |
| Alexandr Ivlev     | 100m rugslag (m)    | 42e       | serie 1: 3de in 1.00,13 |
| Andrei Mihailov    | 200m rugslag (m)    | 34e       | serie 1: 2de in 2.06,97 |
| Andrei Capitanciuc | 100m schoolslag (m) | 47e       | serie 2: 3de in 1.05,65 |
| Sergiu Postica     | 200m schoolslag (m) | 45e       | serie 1: 6de in 2.27,21 |
| Andrei Zaharov     | 200m wisselslag (m) | 39e       | serie 3: 5de in 2.07,40 |
|                    |                     |           |                         |
| Maria Tregubova    | 50m vrije slag (v)  | 48e       | serie 4: 2de in 48,40   |
| Nicoleta Coica     | 100m vrije slag (v) | 47e       | serie 2: 8ste in 59,85  |

Afghanistan · Albanië · Algerije · Amerikaanse Maagdeneilanden · Amerikaans-Samoa · Andorra · Angola · Antigua en Barbuda · Argentinië · Armenië · Aruba · Australië · Azerbeidzjan · Bahama's · Bahrein · Bangladesh · Barbados · België · Belize · Benin · Bermuda · Bhutan · Bolivia · Bosnië en Herzegovina · Botswana · Brazilië · Britse Maagdeneilanden · Brunei · Bulgarije · Burkina Faso · Burundi · Cambodja · Canada · Centraal-Afrikaanse Republiek · Chili · China · Chinees Taipei · Colombia · Comoren · Congo-Brazzaville · Congo-Kinshasa · Cookeilanden · Costa Rica · Cuba · Cyprus · Denemarken · Djibouti · Dominica · Dominicaanse Republiek · Duitsland · Ecuador · Egypte · El Salvador · Equatoriaal-Guinea · Eritrea · Estland · Ethiopië · Fiji · Filipijnen · Finland · Frankrijk · Gabon · Gambia · Georgië · Ghana · Grenada · Griekenland · Groot-Brittannië · Guam · Guatemala · Guinee · Guinee‑Bissau · Guyana · Haïti · Honduras · Hongarije · Hongkong · Ierland · IJsland · India · Indonesië · Irak · Iran · Israël · Italië · Ivoorkust · Jamaica · Japan · Jemen · Jordanië · Kaaimaneilanden · Kaapverdië · Kameroen · Kazachstan · Kenia · Kirgizië · Kiribati · Koeweit · Kroatië · Laos · Lesotho · Letland · Libanon · Liberia · Libië · Liechtenstein · Litouwen · Luxemburg · Macedonië · Madagaskar · Malawi · Malediven · Maleisië · Mali · Malta · Marokko · Mauritanië · Mauritius · Mexico · Micronesië · Moldavië · Monaco · Mongolië · Mozambique · Myanmar · Namibië · Nauru · Nederland · Nederlandse Antillen · Nepal · Nicaragua · Nieuw-Zeeland · Niger · Nigeria · Noord-Korea · Noorwegen · Oeganda · Oekraïne · Oezbekistan · Oman · Oostenrijk · Oost‑Timor · Pakistan · Palau · Palestina · Panama · Papoea-Nieuw-Guinea · Paraguay · Peru · Polen · Portugal · Puerto Rico · Qatar · Roemenië · Rusland · Rwanda · Saint Kitts en Nevis · Saint Lucia · Saint Vincent en Grenadines · Salomonseilanden · Samoa · San Marino · Sao Tomé en Principe · Saoedi-Arabië · Senegal · Servië en Montenegro · Seychellen · Sierra Leone · Singapore · Slovenië · Slowakije · Soedan · Somalië · Spanje · Sri Lanka · Suriname · Swaziland · Syrië · Tadzjikistan · Tanzania · Thailand · Togo · Tonga · Trinidad en Tobago · Tsjaad · Tsjechië · Tunesië · Turkije · Turkmenistan · Uruguay · Vanuatu · Venezuela · Verenigde Arabische Emiraten · Verenigde Staten · Vietnam · Wit-Rusland · Zambia · Zimbabwe · Zuid-Afrika · Zuid-Korea · Zweden · Zwitserland